# Фрідріх Кресс фон Крессенштайн
Барон Фрідріх Зігмунд Георг Кресс фон Крессенштайн (нім. Friedrich Siegmund Georg Freiherr Kreß von Kressenstein; 24 квітня 1870, Нюрнберг — 16 жовтня 1948, Мюнхен) — німецький військовий діяч, генерал артилерії рейхсверу.

## Біографія
З початком Першої світової війни в Туреччину була направлена група німецьких офіцерів і генералів на чолі з Отто Ліманом фон Зандерсом для допомоги союзній турецькій армії. Кресс фон Крессенштайн був направлений в армію Джемаль-паші, яка перебувала в Палестині. Спочатку Кресс зайняв посаду військового інженера і начальника штабу армії Джемаль-паші. На початку 1915 року Крессенштайну було наказано наступати в Єгипет і захопити Суецький канал. Перетнути Синайську пустелю Крессенштайну вдалося, однак захопити Суецький канал турецькі війська під його командуванням не змогли.

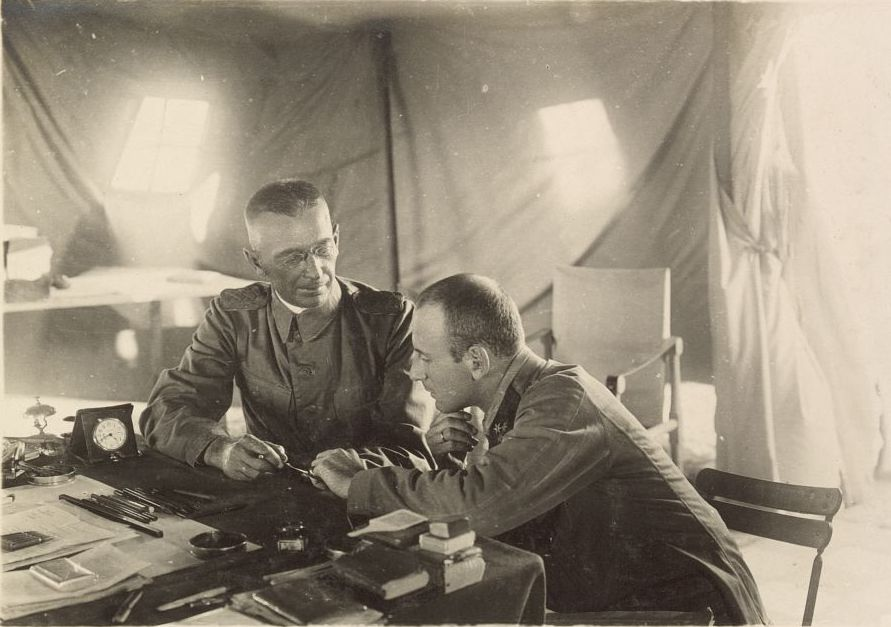
Кресс фон Крессенштайн (ліворуч) в Палестині

Однак турецьке командування не залишало надій на захоплення каналу. У 1916 році турецькі війська під командуванням Крессенштайна знову спробували захопити Суец. Цього разу британські війська зуміли звести оборонні позиції у каналу і знову не допустили турків до каналу. Після цього британське командування приступило до рішучих дій. Британські війська почали наступ в Палестину. Крессенштайн очолив оборону Гази (спільно з турецькими генералом Тала Беєм). У перші дві битви за Газу турецькі війська супроводжував успіх, у чому була чимала заслуга Крессенштайна. Після цих успіхів в Палестині Крессенштайн був призначений командувачем 8-ю османською армією.
У листопаді 1917 року британським військам все ж вдалося прорвати турецькі позиції біля Беер-Шеви і взяти Газу. Однак вміле керівництво Крессенштайна дозволило відвести турецькі війська на нові оборонні позиції на півночі. У 1918 році, після того, як німецько-турецький союз розвалився, Крессенштайн був відряджений до Грузії. Крессенштайн зірвав вторгнення Червоної армії до Грузії через Абхазію.
Після демобілізації армії залишений в рейхсвері. З 20 березня 1924 по 1 січня 1928 року — командувач 7-м військовим округом. 30 листопада 1929 року вийшов у відставку з правом носіння форми 7-го артилерійського полку.

## Звання

### Баварська армія
- Офіцер-аспірант (16 серпня 1888)
- Фанен-юнкер-унтерофіцер (16 листопада 1888)
- Фенріх (8 березня 1889)
- Другий лейтенант (6 березня 1890)
- Перший лейтенант (17 березня 1897)
- Оберлейтенант (1 січня 1899)
- Гауптман без патенту (13 вересня 1901) — 21 вересня 1904 року отримав патент.
- Майор без патенту (22 квітня 1910) — 3 березня 1911 року отримав патент.
- Оберстлейтенант (30 листопада 1914)
- Оберст без патенту (10 березня 1917) — 17 грудня 1917 року отримав патент.

### Османська армія
- Оберстлейтенант (25 січня 1914)
- Оберст (30 вересня 1914)
- Генерал-майор (11 березня 1917)

### Рейхсвер
- Генерал-майор (26 вересня 1921)
- Генерал-лейтенант (22 лютого 1924)
- Генерал артилерії (1 січня 1928)

## Нагороди
- Медаль принца-регента Луїтпольда (21 березня 1905)
- Орден «За заслуги» (Баварія)
  - 4-го класу з короною
  - 3-го класу з мечами і короною (28 травня 1915)
  - офіцерський хрест з мечами (5 червня 1916)
- Хрест «За вислугу років» (Баварія)
  - 2-го класу (24 роки; 1912)
  - 1-го класу (40 років; 1928)
- Орден Червоного орла 4-го класу з короною
- Залізний хрест 2-го і 1-го класу (13 жовтня 1914) — отримав 2 нагороди одночасно.
- Військовий орден Максиміліана Йозефа
  - лицарський хрест (23 квітня 1916)
  - командорський хрест (4 вересня 1917)
- Королівський орден дому Гогенцоллернів, лицарський хрест з мечами (22 лютого 1917)
- Орден Альберта (Саксонія), лицарський хрест 1-го класу з мечами
- Орден Фрідріха (Вюртемберг), лицарський хрест 1-го класу з мечами
- Орден Церінгенського лева, лицарський хрест 2-го класу з мечами і дубовим листям
- Хрест «За військові заслуги» (Австро-Угорщина) 2-го класу з військовою відзнакою
- Орден Корони (Пруссія) 2-го класу з мечами
- Галліполійська зірка (Османська імперія)
- Почесний кинджал від Енвер-паші (Османська імперія)
- Золота медаль «Імтияз» з шаблями (Османська імперія)
- Орден «Османіє» 2-го класу з шаблями (Османська імперія)
- Золота медаль «Ліакат» з шаблями (Османська імперія)
- Ганзейський Хрест (Гамбург)
- Pour le Mérite (4 вересня 1917)
- Орден Цариці Тамари (Грузія)
- Пегніцький квітковий орден
- Почесний хрест ветерана війни з мечами